# Rhodostrophia anomala
Rhodostrophia anomala är en fjärilsart som beskrevs av W. Warren 1895. Rhodostrophia anomala ingår i släktet Rhodostrophia och familjen mätare. Inga underarter finns listade.